# Oenothera heribaudii
Oenothera heribaudii är en dunörtsväxtart som beskrevs av Leveille. Oenothera heribaudii ingår i släktet nattljussläktet, och familjen dunörtsväxter. Inga underarter finns listade i Catalogue of Life.